# Ethiolimnia vanrosi
Ethiolimnia vanrosi är en tvåvingeart som beskrevs av Verbeke 1962. Ethiolimnia vanrosi ingår i släktet Ethiolimnia och familjen kärrflugor. Inga underarter finns listade i Catalogue of Life.